# Le Village des endormis
Pour plus de détails, voir Fiche technique et Distribution.
Le Village des endormis est un téléfilm franco-belge réalisé par Philippe Dajoux d'après un scénario de Mathieu Gleizes, Frédérique Fall et Alain Étévé, et diffusé pour la première fois en Belgique le 24 novembre 2022 sur La Une et en France le 21 mars 2023 sur France 3.
Cette fiction est une coproduction de la société A Prime Group, France Télévisions, AT-Production et la RTBF (télévision belge), avec la participation de la Radio télévision suisse (RTS) et de TV5 Monde,,,,.
Le téléfilm a valu le prix du meilleur espoir masculin à Julien Crampon et le prix de la réalisation à Philippe Dajoux au Festival TV de Luchon 2023,,,.

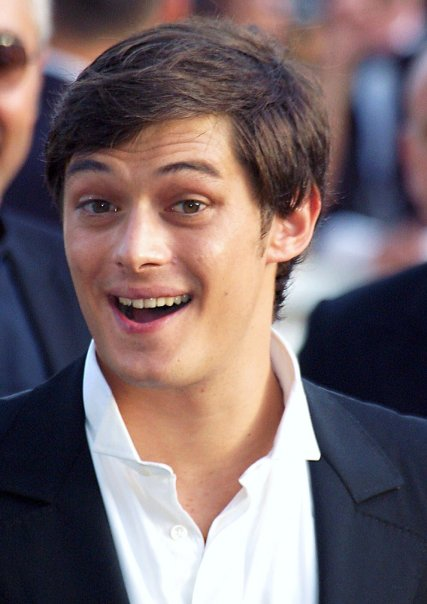
Aurélien Wiik.

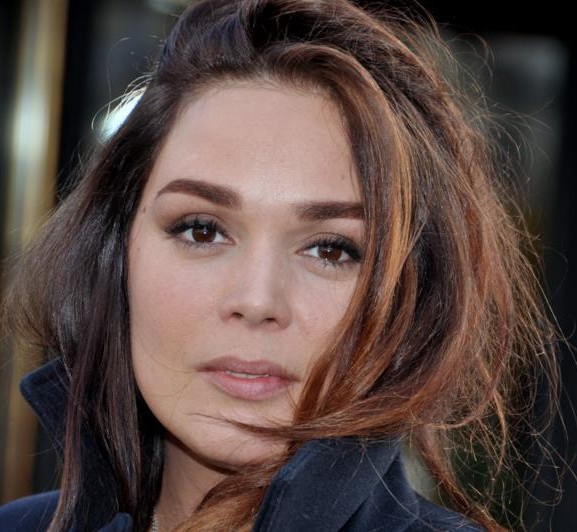
Lola Dewaere.

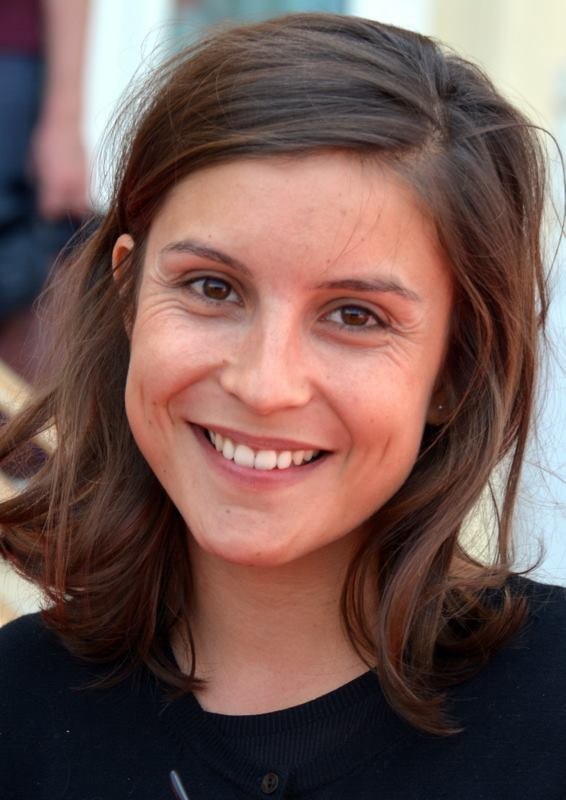
Flore Bonaventura.

## Synopsis
Lucas, un meurtrier, s'évade du fourgon de l'administration pénitentiaire qui le convoyait. Au même moment, un étrange phénomène frappe certains habitants du village de Saint-Rochans dans le Limousin, qui sombrent dans un profond sommeil. Le capitaine de police Martin Béranger essaye de retrouver le meurtrier en cavale tandis que la professeure Élise Berthelot, médecin spécialiste du sommeil, arrive à Saint-Rochans pour étudier l'état de léthargie des villageois plongés dans le coma.

## Distribution
- Aurélien Wiik : Martin Béranger, capitaine de police
- Lola Dewaere : Élise Berthelot, médecin spécialiste du sommeil[1],[2],[9]
- Julien Crampon : Lucas
- Flore Bonaventura : Camille Béranger, la femme de Martin
- Vincent Winterhalter : lieutenant-colonel Cyril Valquier, de la gendarmerie
- Stéphane Freiss : Damien Texier, le maire de Saint-Rochans, père de Camille
- François-David Cardonnel : Fresnal, l'ancien patron de Lucas
- Nils Hamel Brochen : Leo, le fils de Martin  et Camille
- Anne Conti : Isabelle, la mère de Camille
- Cypriane Gardin : Zoé Rivas, la copine de Lucas
- Juliette Delacroix : Virginie Durieux, l'associée de Camille et ancienne avocate de Lucas
- Rachel Bauchet : Rose, amie de Leo
- François Bureloup : le directeur de l'hôpital

## Production

### Genèse et développement
Le scénario du téléfilm est écrit par Mathieu Gleizes, Frédérique Fall et Alain Étévé, sur une idée originale de Frédérique Fall et Alain Étévé,,,,,.

### Tournage
Le tournage se déroule du 23 mai au 22 juin 2022 dans la région de Lille dans les Hauts-de-France,,,,,.

### Fiche technique
Sauf indication contraire, les informations mentionnées dans cette section peuvent être confirmées par les bases de données cinématographiques IMDb et Allociné,  présentes dans la section « Liens externes ».
- Titre français : Le Village des endormis
- Genre : Thriller[3]
- Production : Pierre Sportolaro[3],[2]
- Sociétés de production : A Prime Group, France Télévisions, AT-Production et RTBF[1],[3]
- Réalisation : Philippe Dajoux[3]
- Scénario : Mathieu Gleizes, Frédérique Fall et Alain Étévé[3]
- Musique : Jean-Pierre Taïeb[3]
- Décors : Sylvie Lobez
- Costumes : Edwige Morel D'Arleux
- Photographie : Bruno Rosanvallon[3]
- Son : Renaud Michel
- Montage : Mathieu Lamotte[3]
- Pays de production :  France /  Belgique
- Langue originale : français
- Format : couleur
- Durée : 90 minutes
- Dates de première diffusion : 
  - Belgique : 24 novembre 2022 sur La Une[13]
  - France : 21 mars 2023 sur France 3[14]

## Accueil

### Diffusions et audience
En Belgique, le téléfilm, diffusé le 24 novembre 2022 sur la Une, est regardé par 229 373 téléspectateurs.
En France, diffusé le 21 mars 2023 sur France 3, est regardé par 4 300 000 téléspectateurs et se classe premier en termes d'audience.

### Distinction
- Festival TV de Luchon 2023[6],[7],[5],[8],[15] : 
  - prix du meilleur espoir masculin pour Julien Crampon
  - prix de la réalisation pour Philippe Dajoux